# Bohuslavice (district d'Opava)
Pour les articles homonymes, voir Bohuslavice.
Bohuslavice (en allemand : Buslawitz) est une commune du district d'Opava, dans la région de Moravie-Silésie, en République tchèque. Sa population s'élevait à 1 775 habitants en 2021.

## Géographie
Bohuslavice se trouve à 3 km au nord-est de Dolní Benešov, à 17 km à l'est d'Opava, à 17 km au nord-ouest d'Ostrava et à 265 km à l'est de Prague.
La commune est limitée par Chuchelná et Bělá au nord, par Závada et Vřesina à l'est, par Kozmice et Dolní Benešov au sud, et par Bolatice à l'ouest.

## Histoire
La première mention écrite de la localité remonte à 1288.

## Transports
Par la route, Bohuslavice se trouve à 3 km de Dolní Benešov, à 19 km d'Opava, à 22 km d'Ostrava et à 360 km de Prague.